# STS-120

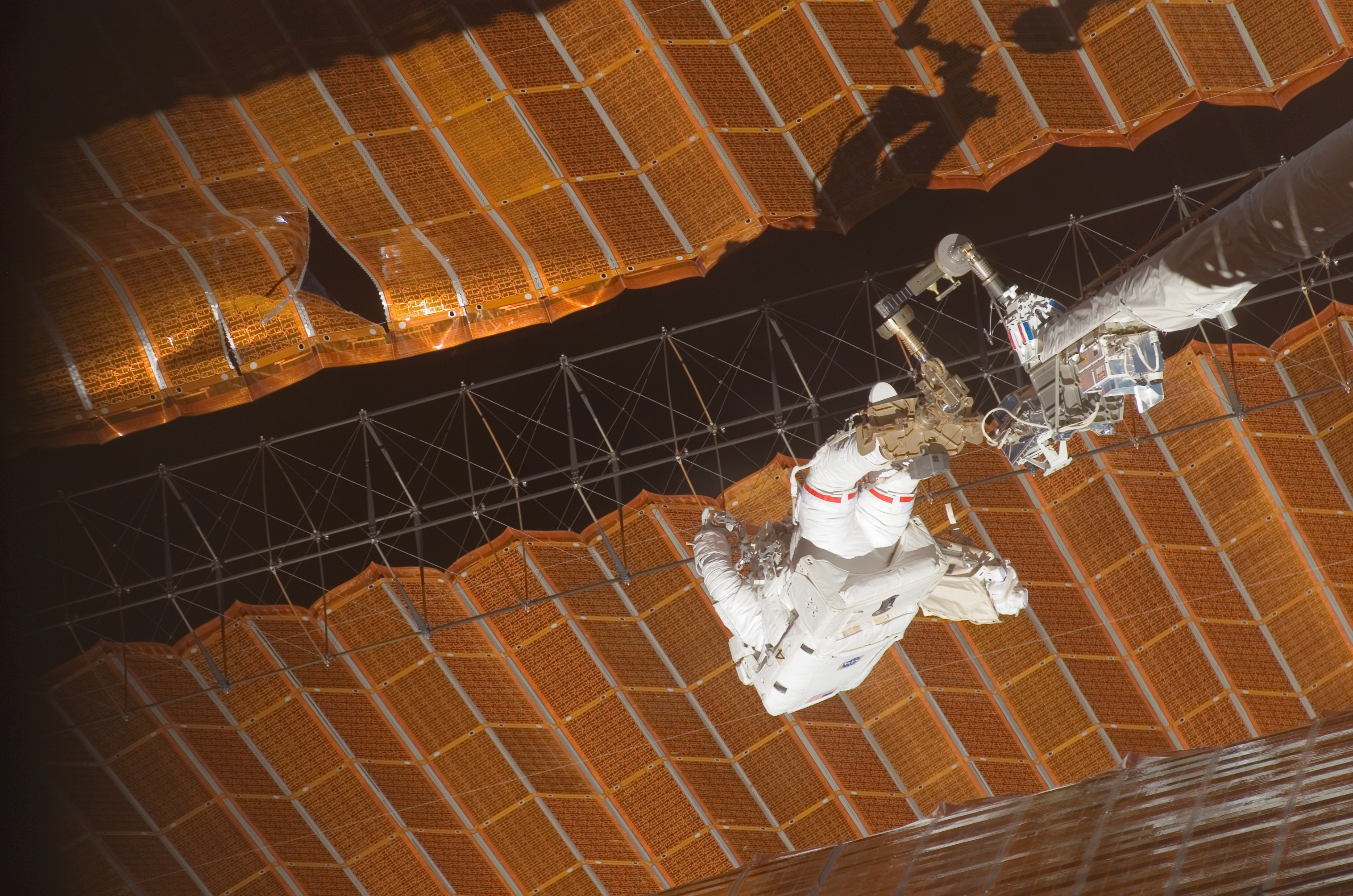

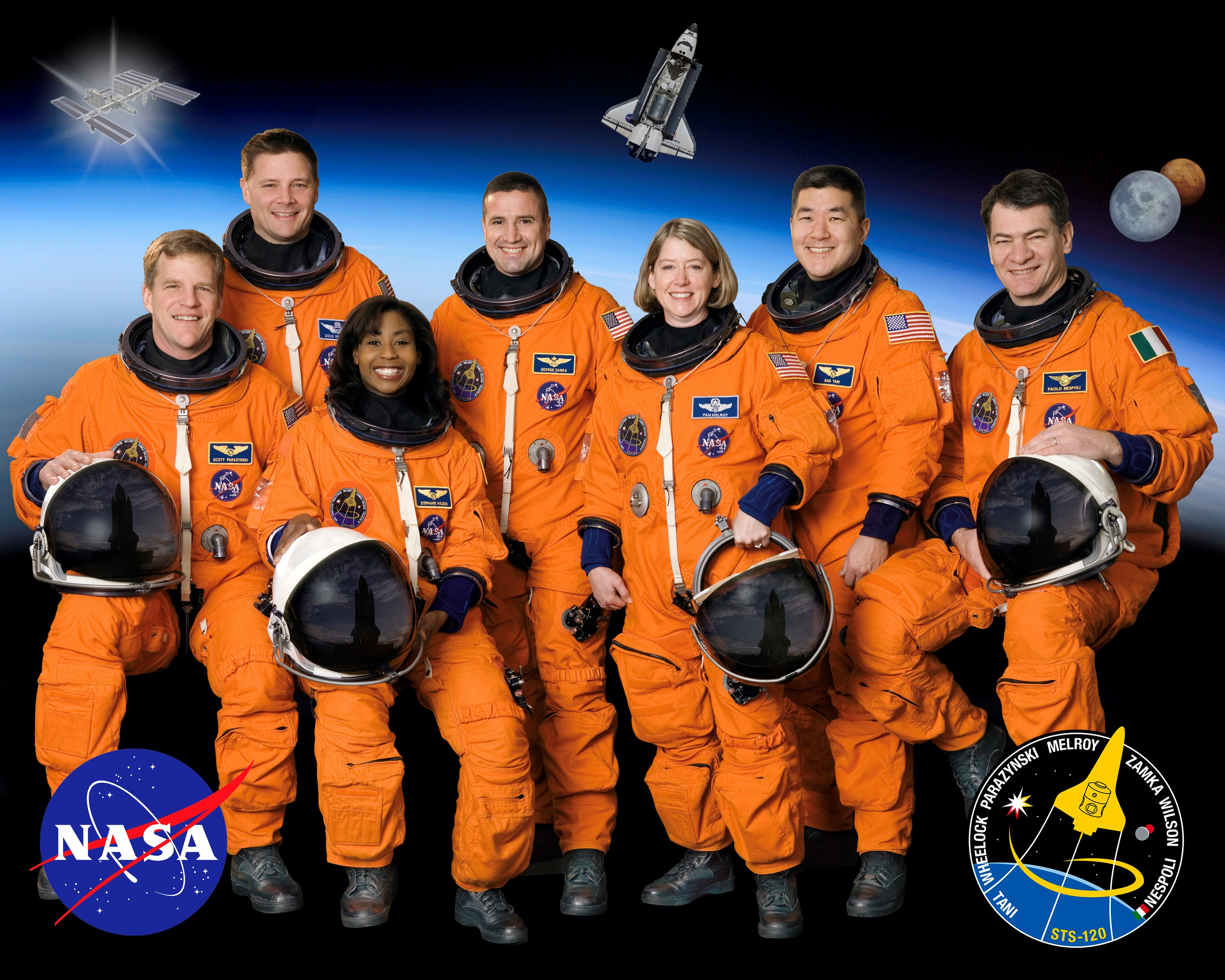
왼쪽에서 오른쪽(파라진스키, 휠록, 윌슨, 잠카, 멜로이, 타니, 네스폴리)

STS-120은 2007년 10월 23일 플로리다 케네디 우주 센터에서 발사된 국제 우주 정거장(ISS)으로 가는 우주왕복선 임무였다. ISS 프로그램에서는 이 임무를 ISS-10A라고도 한다. STS-120은 하모니 모듈을 제공하고 향후 조립 임무를 준비하기 위해 정거장의 일부를 재구성했다. STS-120은 디스커버리 우주왕복선에 의해 비행되었으며 ISS로 향하는 23번째 우주 왕복선 임무였다.